# Saint-Germain-du-Seudre
Saint-Germain-du-Seudre – miejscowość i gmina we Francji, w regionie Nowa Akwitania, w departamencie Charente-Maritime. Nazwa miejscowości pochodzi od imienia św. Germana.
Według danych na rok 1990 gminę zamieszkiwało 346 osób, a gęstość zaludnienia wynosiła 22 osób/km² (wśród 1467 gmin regionu Poitou-Charentes Saint-Germain-du-Seudre plasuje się na 675. miejscu pod względem liczby ludności, natomiast pod względem powierzchni na miejscu 551.).